# مغاندر
مغاندر، روستایی از توابع بخش مرکزی شهرستان بوئین میاندشت در استان اصفهان ایران است.

## جمعیت
این روستا در دهستان ییلاق قرار دارد و براساس سرشماری مرکز آمار ایران در سال ۱۳۸۵، جمعیت آن ۷۴ نفر (۱۲خانوار) بوده‌است.